# Сент-Китс и Невис на летних Олимпийских играх 2000
Сент-Китс и Невис принимали участие в Летних Олимпийских играх 2000 года в Сиднее (Австралия) во второй раз за свою историю, но не завоевали ни одной медали. Сборную страны представляли 2 участника, из которых 1 женщина.